# 服部站 (石川縣)
服部站（日语：／ Hattori eki */?）是位於石川縣白山市河合町，北陸鐵道金名線的鐵路車站（廢站）。

## 概要
在開業當初，此站可進行列車交會（設有閉塞系統）。在廢站前只剩下1面1線的單式月台，當時此站是無人車站。在1984年，一日平均上下車人次0人。
「服部」這個車站名稱，是取自鄰近出產高品質陶石的「服部鉱山（辰口町）」，該處的陶石會運送至全日本。在車站附近設有一條跨越手取川的福岡橋，在對面岸為河內村福岡地區，但是原本該處的居民不是使用此站（參見瀨木野站#手取福岡站）。

## 歷史
- 1955年（昭和30年）12月10日：此站啟用。當時可進行列車交會[1][2]。
- 1970年（昭和45年）4月1日：廢除列車交會功能，變為只有單式月台。同時成為無人車站[1]。由於客量減少，晩年大半數列車通過此站[1]。
- 1984年（昭和59年）12月12日：由於手取川橋樑（日语：金名橋）處於一個危險狀態。當天起加賀一之宮至白山下之間的金名線全線暫停營業，此站也暫停營業。
- 1987年（昭和62年）4月29日：金名線在沒有重開情況下全線廢除，此站也被廢除[2]。

### 服部礦山與服部站
服部礦山在1930年（昭和5年），由根上町出身的岡元靜二創立服部礦業株式會社（現時：服部株式會社），當時公司在該處建設礦場。該礦場由於在山谷深處，造成交通不便。當初該處的貨物會使用馬車或貨車運送2.7公里外的北陸鐵道能美線加賀佐野站。但是實際上跨越山嶺至鳥越地區的路段相對較短，在1935年（昭和10年），在礦場至鳥越村河合之間建設了長1200米的索道。在河合至加賀一之宮站之間使用馬車運送貨物，隨後使用貨車運送各地。後來，由於服部陶石的品質優秀，因此開始量產化。在1944年（昭和19年），於此站旁設置礦石加工廠。在站內設有專用側線以便運送加工品。現時出產陶石的途徑是使用靠近辰口一方的加賀產業道路。

## 相鄰車站
北陸鐵道
金名線
瀨木野－服部－加賀河合

## 注腳
1. 1 2 3 4 5  RM LIBRARY 231 北陸鉄道金名線（寺田裕一，著：Neko出版　2018年11月1日初版）p.34 - 35
2. 1 2  今尾惠介. . 日本: 新潮社. 2008年10月18日: 32. ISBN 9784107900241.

## 相關項目
- 日本鐵路車站列表 Ha